# Рай-Олександрівка (Краматорський район)
Ра́й-Олекса́ндрівка — село Миколаївської міської громади Краматорського району Донецької області, України. Населення становить 1094 осіб.

## Історія
У середині XVIII столітті на території, де розташоване сучасне село, почали осідати перші поселенці, основним заняттям яких було бджільництво, гончарство.
До 1800 року — село Берестки.
Під час колективізації 1930-х років у селі був утворений «колгосп ім. 40 років Жовтня».

## Сучасність
На території села знаходиться загальноосвітня школа, громадський центр, бібліотека, дитячий садок, аптека. Поблизу Рай-Олександрівки міститься кар’єр по видобутку глини, яка використовується для виготовлення керамічної плитки. Функціонують лікарня, фельдшерсько-акушерський пункт. Працює кравецька майстерня.